# Andrzej Szczeklik
Andrzej Szczeklik (29 de julio de 1938, 3 de febrero de 2012) fue un médico polaco especialista en inmunología que trabajó en la Escuela de Medicina de la Universidad Jaguelónica (Collegium Medicum) en Cracovia. Recibió numerosas distinciones por sus investigaciones clínicas, aunque también fue muy conocido como escritor.
Recibió su título de grado de la Universidad Jaguelónica, y después de terminar su pasantía de un año en los EE. UU., trabajó durante siete años en la Academia de Medicina de Breslavia. Completó su formación de postgrado en el extranjero; en el Instituto Karolinska en Estocolmo y en la Universidad de Uppsala, Suecia, así como en la Universidad de Carolina del Norte, en Chapel Hill, EE. UU.
En 1979 se convirtió en presidente del Departamento de Medicina de la Escuela de Medicina de la Universidad Jaguelónica en Cracovia. En el período de 1990 a 1993, fue elegido Rector (presidente) de la Academia de Medicina Copernicus en Cracovia, y luego Vicerrector de Asuntos Médicos de la Universidad Jaguelónica (1993-1996).
El interés principal de la investigación de Szczeklik incluye: enfermedades cardiopulmonares, asma inducida por aspirina, mediadores químicos en las enfermedades del sistema circulatorio y respiratorio, con especial referencia a los eicosanoides (moléculas de carácter lipídico originadas de la oxidación de los ácidos grasos esenciales).
Szczeklik dio constantemente conferencias en las principales universidades europeas, americanas y japonesas. Fue profesor invitado en la Facultad de Medicina de la Universidad de Sheffield, en el Reino Unido, en la Escuela de Medicina del King's College de Londres y en Hochgebirgsklinik Davos-Wolfgang en Suiza.

## Investigación
El interés científico de Szczeklik se concentró en las enfermedades cardíacas y pulmonares. En 1976, participó en el descubrimiento de la prostaciclina, junto con Salvador Moncada y Ryszard Gryglewski. Szczeklik es conocido como un experto en el asma inducida por aspirina. Por la investigación sobre el asma recibió el "Lancet Investigators Award" (Premio Lancet para investigadores) en 1997 junto con Marek Sanak. Por el descubrimiento de las propiedades antitrombóticas de la aspirina fue galardonado con el Premio de la Fundación para la Ciencia de Polonia en 1998.
Es autor y coautor de cerca de 600 artículos publicados en revistas biomédicas, incluyendo: "Nature", "The Lancet", "NEJM" New England Journal of Medicine (Revista de Medicina de Nueva Inglaterra), "JCI" Journal of Clinical Investigation (Revista de Investigación Clínica), "British Medical Journal" (Revista Médica Británica), "Blood", "Circulation", "JACI" The Journal of Allergy and Clinical Immunology (Revista de Alergias e Inmunología Clínica), etc. También es autor, coautor y coeditor de varios libros técnicos de texto médicos, internacionales y polacos.

## Actividades no académicas
Szczeklik publicó dos libros: "Catarsis" (Katharsis) en el año 2002 (publicado en polaco, inglés, húngaro y español) y "Kore" (La enfermedad, el enfermo y la búsqueda del alma por la medicina), que contienen reflexiones filosóficas sobre la vida y la medicina, destinados a establecer su postura científica en un marco más amplio.

## Membresías y premios
Szczeklik es miembro de numerosas sociedades científicas, como la Academia Pontificia de las Ciencias de la Santa Sede, situada en la Ciudad del Vaticano, y el Colegio Médico Real de Londres en el Reino Unido (miembro honorario), la Academia Americana de Alergia, Asma e Inmunología, la Academia Europea de Alergia e Inmunología Clínica, la Sociedad Europea de Enfermedades Respiratorias, la Sociedad Internacional de Trombosis y Hemostasia y la Academia de Ciencias de Polonia.
En 1995 fue galardonado con la medalla "Gloria Medicinae", de la Sociedad Polaca de Medicina. En 1997 recibió el primer premio de "The Lancet" por la publicación del reporte del polimorfismo genético de leucotrieno C4 sintasa. En 1998 recibió el premio científico del Colegio Real de Médicos de Londres, siendo también elegido como miembro del Colegio. En el mismo año recibió el primer premio de "La Fundación de Ciencias de Polonia" por sus estudios sobre el mecanismo de acción de la aspirina. En el año 2001 fue galardonado con la medalla de oro y el "Robert A. Cook Memorial" por la Academia Americana de Alergia, Asma e Inmunología. Del año 1999 al año 2003 recibió doctorados honorarios de las Escuelas de Medicina de las Universidades de Breslavia, Varsovia, Katowice y Lodz. En 2007 fue galardonado con el "Fellowship" por el Colegio Americano de Médicos.

## Grados Honorarios
- Médico de la Universidad de Breslavia (1999)[11]
- Médico de la Universidad de Varsovia (2002)
- Médico de la Universidad de Silesia (2002)
- Médico de la Universidad de Łódź (2003
- Universidad Jaguelónica en Cracovia (2009)